# 2802 Weisell
2802 Weisell (1939 BU) là một tiểu hành tinh vành đai chính được phát hiện ngày 19 tháng 1 năm 1939 bởi Y. Vaisala ở Turku.